# نظام‌آباد (شازند)
نظام‌آباد روستایی در دهستان هندودر بخش سربند شهرستان شازند استان مرکزی ایران است.

## جمعیت
بر پایه سرشماری عمومی نفوس و مسکن در سال ۱۳۹۵ این روستا بدون جمعیت بوده‌است.